# Wilhelm Taubert
Carl Gottfried Wilhelm Taubert (Berlín, 23 de març, 1811 - Idem., 7 de gener, 1891), va ser un pianista i compositor alemany.

## Biografia
Taubert, fill del servidor secret de la cancelleria Johann Wilhelm Taubert, va estudiar filosofia a la Universitat Friedrich Wilhelm de la seva ciutat natal. Durant els seus estudis, es va convertir en alumne dels compositors Ludwig Berger i Bernhard Klein. Després de completar amb èxit els seus estudis, va treballar principalment com a professor de música fins al 1831.
El 1838 va dedicar el seu estudi de concert La Campanella op. 41 núm. 1 per a Clara Wieck, que la pianista mai va tocar en públic, tot i que es considera l'obra per a piano més important de Taubert.
Ja el 1831 va ser nomenat director dels Concerts de la Cort de Berlín; Deu anys més tard, Taubert es va convertir en director musical de la Royal Opera. En aquest càrrec, va fundar les «Veterades Simfòniques» a l'hivern de 1842/43, que l'orquestra de la cort va interpretar sota la seva direcció. Va ocupar aquest càrrec entre 1845 i finals de 1869; des de 1849 juntament amb Heinrich Dorn. Com a director d'orquestra, també va involucrar contemporanis importants: el 13 de febrer de 1843, va estrenar a Berlín la Simfonia núm. 1 en si bemoll major, nº. 1 op. 38, de Robert Schumann.
Malgrat la seva jubilació el 1870, Taubert va continuar treballant amb els músics de la cort i el 1875 va esdevenir president de la Secció Musical de l'Acadèmia d'Arts; N'era membre des del 1834.
Taubert va compondre òperes i simfonies, cantates i música incidental, quartets de corda i trios amb piano, sonates per a piano, violí i violoncel i més de 300 cançons, incloent-hi nombroses cançons infantils, com ara Schlaf in guter Ruh. Van ser precisament aquestes cançons les que van ser la base del seu èxit; Això no només va ser degut a les cantants que hi van actuar (com ara Amalie Joachim, Jenny Lind o Johanna Wagner).
Gràcies als seus serveis a la música, va ser nomenat membre honorari de la "Sing-Akademie zu Berlin". A finals de 1889, Taubert va dimitir de tots els seus càrrecs i es va retirar a la vida privada.
Poc abans del seu 80è aniversari, Wilhelm Taubert va morir a Berlín a principis de 1891. El seu lloc de descans final és al cementiri I de la congregació de Jerusalem i Església Nova al carrer Zossener de Berlín-Kreuzberg (Secció 3/1). S'ha perdut un medalló amb un retrat a la làpida.

## Família
Wilhelm Taubert es va casar amb Wilhelmine Schechner (* 1816? a Munic, † 14 de setembre de 1892 a Zehlendorf prop de Berlín) a Berlín el 30 de novembre de 1834, germana petita de la cantant Nanette Schechner-Waagen (1804–1860). Un fill d'aquest matrimoni va ser l'escriptor Emil Taubert (1844–1895).

## Obres (selecció)
- Die Kirmes, Oper, 1832
- Die Zigeuner, Oper, 1834
- Marquis und Dieb, 1842
- Joggeli, Oper
- Macbeth, Oper, 1857
- Caesario oder Was ihr wollt, Oper, 1874
- 1. Sinfonie in C-Dur op. 31 (1831)
- 2. Sinfonie in F-Dur op. 69 (1846)
- 3. Sinfonie in h-Moll op. 80 (1850)
- 4. Sinfonie in c-Moll op. 113 (1855)
- Klavierkonzerte Nr. 1 & 2 (E-Dur op. 18 & A-Dur op. 189) – Ersteinspielung 2010[4]